# Projet de Constitution de la République fédérale du Yémen
Pour les articles homonymes, voir Constitution du Yémen.
Lire en ligne

Texte du projet de constitution

Mécanisme de la transition au Yémen
Le projet de Constitution de la République fédérale du Yémen a été dévoilé le 18 janvier 2015.

## Historique
Le projet est rejeté par les Houthis, provoquant la prise du palais présidentiel lors de la bataille de Sanaa.
Après le déclenchement de la guerre civile yéménite, le projet est gelé.

## Contenu

### Forme de l'État
Le projet prévoit la mise en place d'une république fédérale.

### Provinces

Carte des provinces du Yémen créées par la nouvelle constitution

.

### Société
Ce projet institue un âge minimum pour les mariages, qui est de dix-huit ans.

## Sources